# ميتش هولمبرغ
ميتش هولمبرغ هو لاعب هوكي الجليد كندي، ولد في 9 مارس 1993 في شيروود بارك ‏ في كندا.

## وصلات خارجية
- ميتش هولمبرغ على موقع دوري الهوكي الوطني (الإنجليزية)
- ميتش هولمبرغ على موقع EliteProspects.com (الإنجليزية)
- ميتش هولمبرغ على موقع HockeyDB.com (الإنجليزية)